# Emmeramer Tor

Emmeramer Tor
(landseitige Außenseite)
Ansicht von Süd

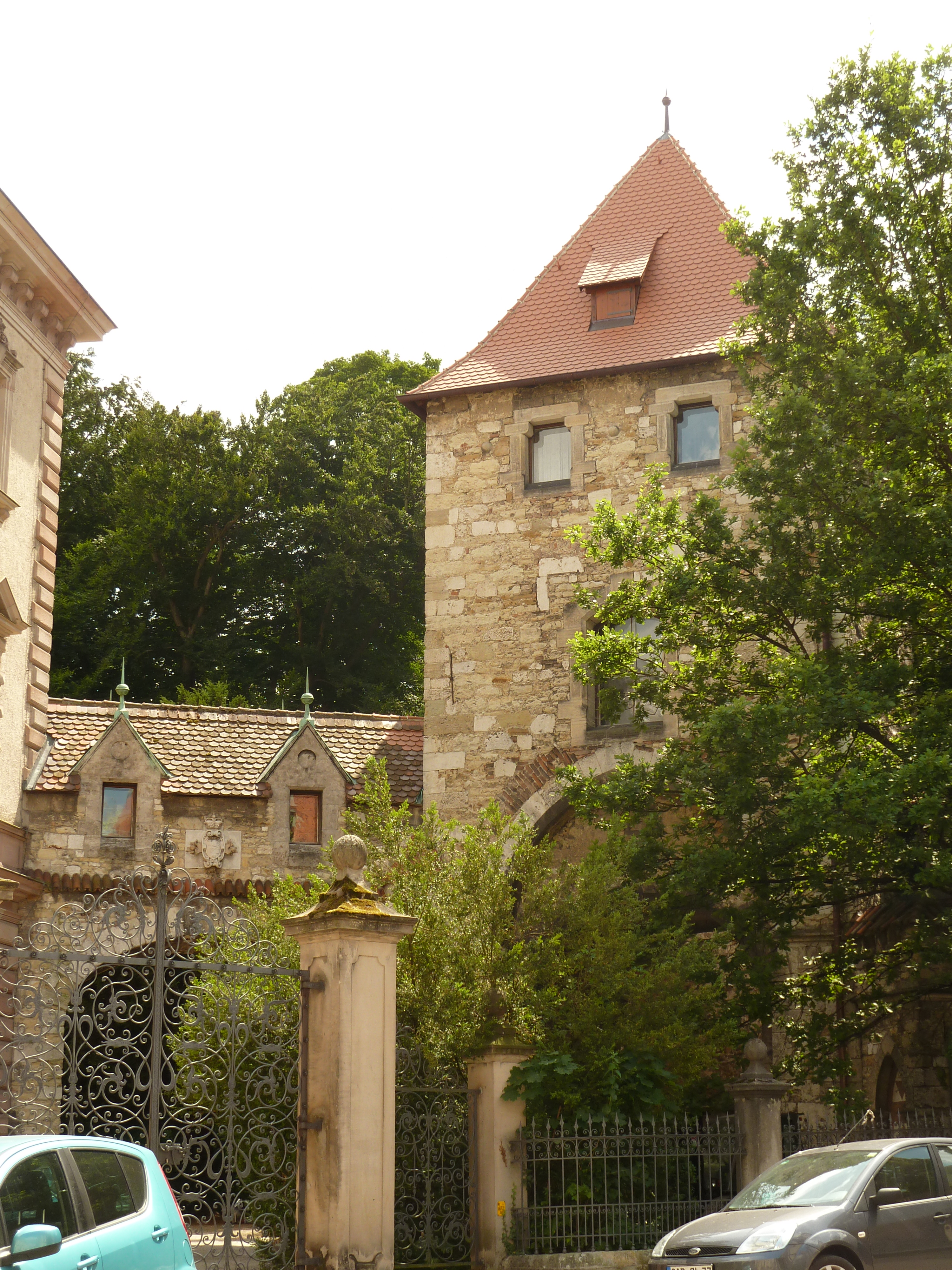
Emmeramer Tor (innenstadtseitige Rückseite) Ansicht von Nord

Das Neue Emmeramer Tor ist eines der fünf erhaltenen Stadttore der um 1320 errichteten mittelalterlichen Stadtbefestigung von Regensburg. Das gut erhaltene Neue Emmeramer Tor ersetzte das Alte Emmeramer Tor der um 920 entstandenen Arnulfinischen Stadtmauer, das am Südende der Oberen Bachgasse weiter nordöstlich bei der Rundung der Stadtmauer zwischen Obermünster und Kloster Sankt Emmeram gelegen war. Bis zum Jahr 1907, als das benachbarte Helenentor gebaut und die Helenenstraße angelegt wurde, war das Emmeramer Tor für die Bevölkerung von Regensburg ein wichtiger Zugang zum südlich benachbarten Bauerndorf Kumpfmühl, wo Gemüse angebaut und Mehl erzeugt wurde. Ohne diesen Tordurchgang wäre das Dorf Kumpfmühl für die Stadtbewohner nur auf Umwegen z. B. über das Jakobstor erreichbar gewesen. Im 18. Jahrhundert bot das Tor einen einfachen Zugang zu den damals neu entstandenen Parkanlagen der Fürst-Anselm-Allee.

## Lage
Das Tor steht an der Südwestseite der Altstadt, neben dem Südflügel des Schlosses von Thurn und Taxis. Die Straße „Waffnergasse“, einst auch „Sauwinkel“ genannt, führt heute als Verlängerung der Straße Am Ölberg nördlich an der Toranlage vorbei, durch das erst 1907 errichtete Helenentor und weiter, über eine Stahlträger-Brücke, die den ehemaligen Stadtgraben überquert, in die damals ebenfalls neu angelegte Helenenstraße die an die Nord-Süd verlaufende Hauptverkehrsstraße anschließt.

## Aussehen
Der Torturm ist dreigeschossig. Mehrere gotische Elemente sind zu erkennen. Die Außenseite des Tores umfasst einen Stichbogen, während die Innenseite einen einfachen Rundbogen besitzt. Beide Bögen sind mit Spitzbogenblenden ausgestattet, die vom Kampfgesims umspannt sind. Die Torhalle ist zur einen Hälfte gewölbt und zur anderen flach gedeckt. Im Mauerwerk des Stadttores wurde eine aus spätrömischer Zeit stammende Statue eingelassen, die 1867 in die Sammlung des Historischen Vereins gelangte.

## Geschichte
Der bayerische Herzog Arnulf I. wählte Regensburg 918 als seine neue Residenzstadt und ließ einen erweiterten Mauerring, die Arnulfinische Stadtmauer, errichten. Diese Wehranlage wurde zum Schutz der neu entstandenen Vorstädte im Westen und Osten benötigt, da sich Handelsleute und Handwerker vor den Mauern des römischen Legionslagers Castra Regina niedergelassen hatten. Die Arnulfinische Stadtmauer nahm ihren Anfang an der Donau bei der Kirche St. Oswald, verlief über die beiden damals noch zusammenhängenden Plätze Arnulfsplatz und Bismarckplatz und umschloss dann südlich ausgreifend das Kloster Sankt Emmeram in einem großen Bogen. Beim Obermünster schloss die Mauer wieder an der römischen Südmauer an. Im Mauerring waren drei Stadttore integriert: das Rouzanburgtor am Ende der heutigen Ludwigsstraße am Arnulfsplatz, das Hallertor beim heutigen St. Georgen-Platz und das Alte Emmeramer Tor, das sich östlich vom heutigen Neuen Emmeramer Tor zwischen Obermünster und dem Kloster St. Emmeram befand. Das Neue Emmeramer Tor der mittelalterlichen Stadtmauer, südwestlich vom Kloster St. Emmeram gelegen, wurde ebenso wie die anderen noch in Regensburg erhaltenen mittelalterliche Stadttore, z. B. das Ostentor, im Mittelalter um 1320 im Zuge der westlichen und östlichen Stadterweiterung, errichtet. Dabei schloss die neue Stadtmauer auf Höhe des heutigen Ägidienplatzes an die Arnulfinische Stadtmauer an.
Der Torturm des Neue Emmeramer Tors war mit einem vorgelagerten Zwinger und zwei flankierenden Rundtürmen ausgestattet. Das Tor hatte damals vorwiegend militärische Bedeutung und blieb deshalb im 15. und 16. Jahrhundert häufig geschlossen. Der Abt des Klosters St.-Emmeram bat 1564 den Stadtrat, das Tor für die Einfuhr der Ernte jeweils im Sommer zu öffnen. Im 16. Jahrhundert wurde das Tor mit einer Barbakane, einem Verteidigungswerk mit Geschützscharten, weiter verstärkt. Nach Ausbruch des Dreißigjährigen jährigen Krieges wurde das Tor zugemauert. Während der Kämpfe um Regensburg wurden im Juli 1634 die oberen Etagen des Torturmes durch Artilleriebeschuss schwer beschädigt. 1643 erfolgte der Wiederaufbau des Turmes.
Mit der fortschreitenden militärischen Entwicklung wurden im 19. Jahrhundert die Stadtbefestigungsanlagen aufgegeben und die Stadtmauern abgebrochen. Das Emmeramer Tor kam in den Privatbesitz des fürstlichen Hofes der Thurn und Taxis.
Auf Anfrage der Stadt gestattete Fürstin Helene 1873 einen öffentlichen Durchgang durch das Tor zur Verbindung der Waffnergasse mit dem Alleengürtel. Von Süden her wurde eine Fußgängerbrücke zum Emmeramer Tor über den teilweise aufgefüllten Stadtgraben angelegt. Das Tor wurde für die Regensburger Bevölkerung ein äußerst beliebter Treffpunkt. 1885 wurde zudem neben dem Emmeramer Tor eine Terrasse mit Pergola im fürstlichen Schlosspark angelegt.
Die Fürstin Margarete von Thurn und Taxis war Hobbymalerin und ließ vom Oberbaurat Max Schultze ein Atelier in den Turm einbauen, das mit einer Wendeltreppe an der Außenseite verbunden war. Der Südflügel des Schlossbaus wurde mit einem begehbaren Schwibbogen durch Schultze 1896 an das Emmeramer Tor angeschlossen.

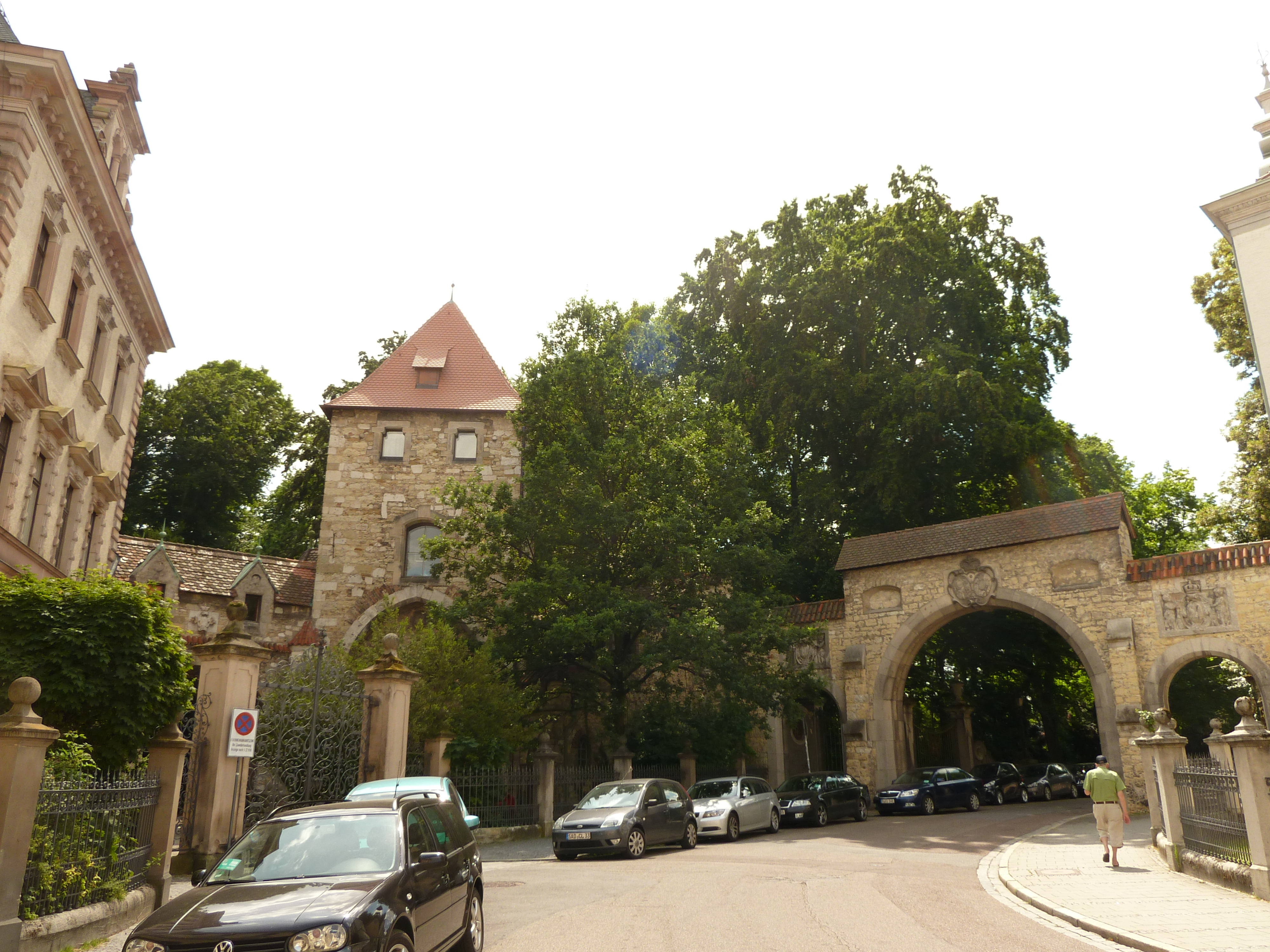
Emmeramer Tor und Helenentor (rechts) Ansicht von West (Helenenstraße)

Am Beginn des 20. Jahrhunderts war die Stadt Regensburg und auch das Haus Thurn und Taxis nicht mehr zufrieden mit einem Fußgängerweg durch das Emmeramer Tor als Zugang zu den neu erbauten fürstlichen Garagen, Stallungen und Kutschenstandplätzen nördlich des Tores und suchten nach einer Alternative zur Anlage eines breiteren Verkehrsweges für Fahrzeuge. Geplant wurde ein breiter Straßenzug vom Emmeramsplatz zum neuen Baugebiet nördlich vom Emmeramer Tor. Dabei setzte sich der fürstliche Hof für die Erhaltung des Emmeramer Tores ein, denn das historische Tor und der Charakter der Fürst-Anselm-Allee als durchgehende Parkanlage sollten erhalten bleiben.
1907 wurde unmittelbar nordwestlich neben dem Emmeramer Tor zur Anbindung an die Altstadt das Helenentor errichtet. Die bisherige Fußgängerbrücke südlich des Emmeramer Tores wurde abgerissen und das alte Stadttor wurde nach denkmalpflegerischen Leitgedanken mit einer Eingangstreppe in den Schlosspark integriert. Auf Kosten des Hauses Thurn und Taxis wurde zusätzlich zum Helenentor in Fortsetzung der Fürst-Anselm-Allee auch die baumbestandene Helenenstraße gebaut und an die damals ebenfalls neu entstandene Schottenstraße als neue südliche Erschließungsstraße von Regensburg angebunden.